# Ксантуш, Янош
Янош Ксантуш (венг. Csíktaplóczai Xántus János; 5 октября 1825[…], Erdőcsokonya, Барчский яраш — 13 декабря 1894, Будапешт) — венгерский зоолог.

## Биография

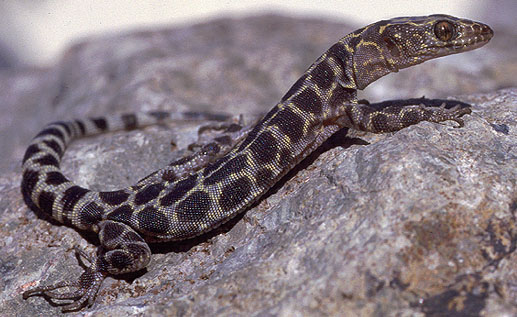
Xantusia henshawi

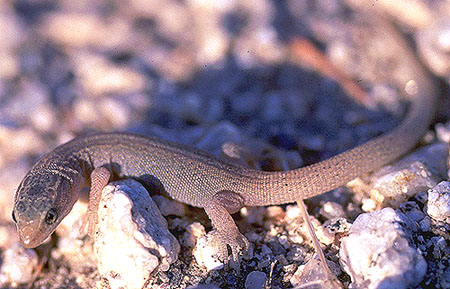
Xantusia vigilis

Янош Ксантуш был родом из состоятельной семьи. Дворянский титул de Vesey Ксантуш приписал себе сам, использовав различные варианты его написания. Ксантуш посещал гимназию в Пече, а аттестат зрелости получил в 1841 году в Дьёре. Он изучал юриспруденцию в университете Печа с 1841 по 1845 годы. Во время мартовской революции Ксантуш поддержал своего земляка Лайоша Кошута и весной 1849 года вёл борьбу в качестве капитана против австрийских войск под командованием генерала Виндишгреца. Когда Ксантуша арестовали, вмешательство Кошута помогло ему найти надёжное убежище в Праге. Вскоре после своего прибытия туда Ксантуша снова арестовали, однако, он смог сбежать через Амстердам в Лондон.
Из Великобритании Ксантуш отправился в 1852 году в США. Чтобы заработать средства для жизни, он работал, кроме всего прочего, книготорговцем, аптекарем и преподавателем. Затем он работал санитаром в Американской армии и познакомился с хирургом Уильямом Александром Хаммондом, который работал в качестве собирателя на известного зоолога Спенсера Фуллертона Бэрда.
При содействии Хаммонда Ксантуш стал ассистентом хирурга. Со временем он также стал одарённым собирателем. В это время он сопровождал герцога Пауля Вильгельма фон Вюрттемберга в его экспедициях. Впоследствии Ксантуш оставил службу в армии и начал работать на Государственный департамент США.
Ксантуша перевели в 1862 году в консульство США в Мансанильо (Мексика). Политические осложнения из-за французской интервенции в Мексику привели к закрытию всех американских консульств и в июне 1864 года Ксантуш вернулся в Венгрию.
На родине Ксантуш был политически реабилитирован и получил признание в качестве естествоиспытателя. Он был назначен руководителем Будапештского Зоологического сада, оставаясь им до своей смерти. После того, как он несколько лет работал консультантом для Венгерского национального музея, он был приглашён туда в качестве смотрителя отдела этнографии. В 1872 году он стал первым директором Этнографического музея Будапешта. В этот период времени Ксантуш предпринял несколько крупных научных экспедиций в Азию.

## Эпонимы
В честь Ксантуша получили своё название семейство и род ночных ящериц, Xantusiidae и Xantusia соответственно, а также многие виды животных, например Hylocharis xantusii, Labrisomus xanti, Halichoeres xanti, Umbrina xanti, Phyllodactylus xanti, Portunus xantusii и растений, напр. Clarkia xantiana, Euphorbia xantii, Chaenactis xantiana, Chorizanthe xantii, Polygala xanti, Mimosa xantii.